# Orbita joasă a Pământului

Diferite orbite terestre;partea albastru-turcoaz reprezintă orbita joasă a Pământului.

Orbita joasă a Pământului sau Orbita terestră joasă  (iar în engleză Low Earth orbit, prescurtat LEO) este o zonă a orbitei terestre mergând până la 2.000 de kilometri altitudine, situată între atmosferă și centura lui Van Allen. Aici se află sateliți de teledetecție, sateliți de telecomunicații, cât și câteva stații spațiale, între care Stația spațială internațională.
Ea conține orbitele terestre ecuatoriale, sau ELEO (din engleză Equatorial low Earth orbits), a căror înclinație  foarte joasă în raport cu Ecuatorul terestru, au cele mai mici cerințe delta-v și permit să fie revizitate rapid. Orbitele terestre situate deasupra orbitei de jos sunt orbita mijlocie a Pământului și, mai sus, orbita geostaționară.
LEO, împreună cu orbita geostaționară, fac obiectul unei atenții deosebite, mai ales în privința proliferării gunoaielor spațiale.

## Utilizare
Orbitele joase permit sateliților artificiali să beneficieze de un bilanț de legătură avantajos în domeniul telecomunicațiilor și instrumente de observare de înaltă rezoluție. Ele permit și punerea pe orbită de încărcături mari de către lansatoare deoarece acestea cer mai puțină energie pentru a fi puse pe aceste orbite decât pe alte orbite terestre. Orbitele având o altitudine mai puțin înaltă permit o mai bună folosire a teledetecției. Sateliții de teledetecție pot și să profite de orbita heliosincronă la o altitudine de circa 800 de kilometri și aproape de o înclinație polară.
Obiectele aflate pe orbită terestră joasă întâlnesc o dâră atmosferică sub formă de gaz în termosferă (de la 80 la 500 km altitudine) sau în exosferă (peste 500 km altitudine), a cărei natură depinde de înălțime. Altitudinea folosită pentru punerea pe orbită a obiectelor este de obicei situată dincolo de 300 km, pentru limitarea efectelor dârei atmosferice.
Orbitele situate dincolo de orbita terestră joasă, fiind supuse acumulărilor de sarcini și radiații, pot conduce la eventuale probleme electronice ale componentelor.

### Tipuri de sateliți
Primele idei despre sateliți au apărut în secolul al XVIII-lea, pornind de la teoriile lui Isaac Newton privitoare la gravitație. În secolul următor mulți autori de literatură științifico-fantastică au propus noi concepte despre sateliți, până când oamenii de știință și-au dat seama de posibilitatea reală și utilitatea unor astfel de obiecte pe orbită. Pe baza mai multor studii și teste, a fost lansat de sovietici, în 1957 a primului satelit artificial al Pământului, Sputnik 1, care, în vremea Războiului Rece, a marcat începutul cursei spațiale. De atunci, au fost lansați mii de sateliți, de mai multe tipuri: printre alții sateliți de comunicații, de cercetări astronomice, militari, meteorologici.
Sateliții de teledetecție pe orbită joasă includ:
- Sateliții meteorologici;
- Sateliții de imagistică terestră ca Spot, de analiză a mediului ca Envisat;
- Sateliții de informații, ca Helios.

Sateliții de telecomunicații pe orbita joasă includ:
- Sistemele globale de comunicație, ca Iridium sau Globalstar;
- Sateliții de amatori Amasat

Tot pe această orbită au fost efectuate majoritatea misiunilor spațiale locuite precum Mir, navetele spațiale americane sau Stația spațială internațională.

## Gunoaie spațiale
Mediul orbitei terestre joase conține din ce în ce mai multe resturi / gunoaie spațiale. Aceste resturi reprezintă un oarecare pericol pentru sateliții aflați pe orbită cât și riscul de a cădea pe Pământ. Mărimile lor pot varia de la câțiva milimetri la câțiva metri. Ele provin de obicei de la sateliții, stațiile sau navetele spațiale. Gunoaiele spațiale pot și să provoace importante pagube navetelor, sateliților și stațiilor spațiale, întrucât viteza lor este foarte mare.
În iunie 2008, Joint Space Operations Center a urmărit 8.500 de obiecte mai mari de 10 cm, aflate pe orbita joasă a Pământului.